# Mario Cospito
Mario Cospito (* 1. August 1959 in Policoro) ist ein italienischer Diplomat, der seit 27. April 2017 Botschafter in Stockholm ist.

## Studium
Am 12. März 1984 schloss Cospito ein Studium der Politikwissenschaft an der Universität Pisa ab.
1985 absolvierte er einen Vorbereitungskurs bei Cesare Alfieri in Florenz und trat in den auswärtigen Dienst.

## Leben
Von September 1987 bis August 1991 war Konsul in Durban und konnte den Zusammenbruch des Apartheidregimes in Südafrika beobachten.
Von 1991 bis 1994 war er Gesandtschaftssekretär erster Klasse in Kopenhagen.
Von 1995 bis 1996 befasste er sich mit wirtschaftlicher Zusammenarbeit mit den Nachfolgestaaten des Rat für gegenseitige Wirtschaftshilfe.
1997 beschäftigte er sich mit EU-Strukturfonds für transeuropäische Transportkorridore.
Von 1999 bis 11. September 2001 war er Gesandtschaftsrat in Ottawa.
Von August 2008 bis Januar 2013 war er Botschafter in Bukarest.
Von 2014 bis 2016 befasste er sich mit Themen aus der Wirtschaft und koordinierte die Energie des  Ministeriums für auswärtige Angelegenheiten und internationale Zusammenarbeit (Italien).
Am 27. April 2017 empfing ihn Carl XVI. Gustaf zur Entgegennahme seines Akkreditierungsschreibens als Botschafter in Stockholm.
Er verfasste mehrere Aufsätze zu den Ländern Mittel- und Osteuropas, zum Internationalen Strafgerichtshof und zur europäischen Integration.
Er ist mit Franca Mastroluisi verheiratet und hat zwei Kinder.

## Auszeichnungen
- 1993: dänischer Elefanten-Orden
- 1996: Ritter des Verdienstordens der Italienischen Republik
- 2004: Offizier des Verdienstordens der Italienischen Republik
- 2016: Komtur des Verdienstorden der Italienischen Republik
- Januar 2013:  Großkreuz des rumänischen Verdienstordens.[2]